# Live at Grimey’s
Live at Grimey’s — мини-альбом американской треш-метал-группы Metallica. Был выпущен 26 ноября 2010 года.

## Список композиций
Все тексты написаны Джеймсом Хэтфилдом.
| №                   | Название                                              | Длительность |
| ------------------- | ----------------------------------------------------- | ------------ |
| 1.                  | «No Remorse» (Хэтфилд, Ульрих)                        | 4:54         |
| 2.                  | «Fuel» (Хэтфилд, Хэммет, Ульрих)                      | 4:28         |
| 3.                  | «Harvester of Sorrow» (Хэтфилд, Ульрих)               | 6:18         |
| 4.                  | «Welcome Home (Sanitarium)» (Хэтфилд, Хэммет, Ульрих) | 7:29         |
| 5.                  | «For Whom the Bell Tolls» (Хэтфилд, Бёртон, Ульрих)   | 9:52         |
| 6.                  | «Master of Puppets» (Хэтфилд, Бёртон, Хэммет, Ульрих) | 8:45         |
| 7.                  | «Sad But True» (Хэтфилд, Ульрих)                      | 5:51         |
| 8.                  | «Motorbreath» (Хэтфилд)                               | 3:13         |
| 9.                  | «Seek & Destroy» (Хэтфилд, Ульрих)                    | 7:51         |
| Общая длительность: | Общая длительность:                                   | 58:41        |

## Участники записи
- Кирк Хэммет — соло-гитара, бэк-вокал
- Джеймс Хэтфилд — ведущий вокал, ритм-гитара
- Роберт Трухильо — бас-гитара, бэк-вокал
- Ларс Ульрих — ударные